# Пашкобарда
Пашкобарда — река в России, протекает по Никольскому району Пензенской области. Правый приток Айвы.

## География
Река Пашкобарда берёт начало в урочище Марьевка. Течёт на юг через леса. Устье реки находится около села Нижний Шкафт в 30 км от устья Айвы. Длина реки составляет 12 км.

## Данные водного реестра
По данным государственного водного реестра России относится к Верхневолжскому бассейновому округу, водохозяйственный участок реки — Сура от Сурского гидроузла и до устья реки Алатырь, речной подбассейн реки — Сура. Речной бассейн реки — (Верхняя) Волга до Куйбышевского водохранилища (без бассейна Оки).
Код объекта в государственном водном реестре — 08010500312110000036340.